# Modrzejowice
Modrzejowice – wieś w Polsce położona w województwie mazowieckim, w powiecie radomskim, w gminie Skaryszew. Ma status sołectwa. Leży nad rzeką Modrzewianką.
| SIMC    | Nazwa             | Rodzaj     |
| ------- | ----------------- | ---------- |
| 0637217 | Modrzejowice-Kąty | przysiółek |

W latach 1975–1998 miejscowość administracyjnie należała do województwa radomskiego.
Modrzejowice razem z częściami Modrzejowice-Kąty i Modrzejowice-Kolonia zamieszkuje ok. 400 osób (2012 r.).
W Modrzejowicach znajduje się szkoła podstawowa z biblioteką gminno-szkolną, sklep, remiza strażacka, gospodarstwo rybackie oraz restauracja-karczma.
W Modrzejowicach znajduje się kościół pw. Matki Bożej Nieustającej Pomocy. Wierni kościoła rzymskokatolickiego z Modrzejowic należą do parafii św. Jakuba w Skaryszewie lub do parafii św. Izydora i św. Jadwigi Śląskiej w Alojzowie.